# Woldemar Voigt (Physiker)

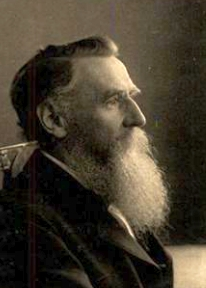
Woldemar Voigt

Woldemar Voigt [ˈvɔldəmar ˈfoːkt] (* 2. September 1850 in Leipzig; † 13. Dezember 1919 in Göttingen) war ein deutscher Physiker. Er lehrte Theoretische Physik an der Georg-August-Universität in Göttingen.

## Leben
Voigt lernte bis 1867 an der humanistischen Thomasschule zu Leipzig. Er war ein begeisterter Musiker, dirigierte Bach-Konzerte und publizierte auch musikwissenschaftliche Abhandlungen. Voigt studierte aber von Oktober 1867 bis Sommer 1871 Mathematik und Physik an der Universität Leipzig. Hier wurde er im Winter 1868/69 Mitglied der Leipziger Universitäts-Sängerschaft zu St. Pauli (heute Deutsche Sängerschaft).
Als 20-Jähriger nahm er an dem Deutsch-Französischen Krieg von 1870/71 teil und wurde 1870 zum Reserveoffizier befördert. Er diente als Secondelieutenant der Reserve im Schützen-(Füs.)-Regiment „Prinz Georg“ (Königlich Sächsisches) Nr. 108 und (ab 1880) als Premierlieutenant der Landwehr-Infanterie in Dresden.
Von 1871 bis März 1874 studierte er an der Albertus-Universität Königsberg, unter anderem bei Franz Ernst Neumann, dem Begründer der Theoretischen Physik in Deutschland. Im Jahr 1874 wurde er in Königsberg über das elastische Verhalten von Steinsalz promoviert. Danach war er kurzzeitig Hilfslehrer an der Nikolaischule in Leipzig.
Von September 1875 bis 1883 wirkte er als außerordentlicher Professor für Physik an der Albertus-Universität Königsberg. Im August 1883 wurde er ordentlicher Professor für Theoretische Physik an der Philosophischen Fakultät der Georg-August-Universität Göttingen und Direktor des dortigen Instituts für Theoretische Physik, das zuvor neu gegründet worden war. Zweimal wurde er zum Rektor der Göttinger Universität ernannt.
Zu seinen bekanntesten Schülern gehörten Paul Drude (1863–1906), Friedrich Pockels (1865–1913), Walter Ritz (1878–1909) und Alfonso Sella (1865–1907).
Er stand im regen Austausch mit den bedeutendsten Wissenschaftlern seiner Zeit wie Antoine Henri Becquerel, Pietro Blaserna, Aimé Cotton, Pierre Curie, Hermann von Helmholtz, Heinrich Hertz, William Thomson, 1. Baron Kelvin, Gustav Robert Kirchhoff, Nagaoka Hantarō, Eduard Riecke, Augusto Righi, Hermann Amandus Schwarz, Arnold Sommerfeld und Wilhelm Eduard Weber.
Voigts Nachlass lagert im Universitätsarchiv der Universität Göttingen und enthält eine Abhandlung über die Transformation der Differentialgleichungen der Bewegung.
Seine Tochter  Erika (1883–1960) heiratete 1904 den Historiker Ludwig Mollwo. Der Physiker Erich Mollwo war sein Enkel.

## Wissenschaftliches Werk
1908 stellte Woldemar Voigt mit seinem Buch „Magneto- und Elektrooptik“ eine umfassende Theorie der Magnetooptik im Rahmen der klassischen Elektrodynamik auf. Er ist der Entdecker des Voigt-Effekts (auch magnetischer linearer Dichroismus genannt). 1910 schrieb er mit dem „Lehrbuch der Kristallphysik“ eines der grundlegenden Werke der Kristallographie und insbesondere für den piezoelektrischen Effekt. Der Begriff „Tensor“ wurde zuerst von ihm benutzt. Auf ihn geht die in der Kristallographie gebräuchliche voigtsche Notation zurück, eine praktische Schreibweise für symmetrische Tensoren.
Ein Voigt-Profil ist die Faltung einer Gauß-Kurve mit einer Lorentz-Kurve.
Ab 1878 arbeitete Voigt an den Grundlagen und an der Erweiterung der bis dahin wesentlich von Fresnel geprägten theoretischen Optik. Im Jahr seiner Aufnahme in die Göttinger Gesellschaft der Wissenschaften, 1883, versuchte er sich an einer konsequenten Weiterentwicklung einer Vakuum-Lichttheorie auf der Basis eines elastischen Lichtäthers. Später gab er mechanische Modellvorstellungen weitgehend auf und bemühte sich um eine phänomenologische Theorie. Deren abschließende Form ist im Band II seines „Kompendium der theoretischen Physik“ enthalten.
Seit etwa 1886 arbeitete Voigt über die Theorie der Optik bewegter Körper, ein damals aktuelles Forschungsgebiet im Vorfeld der modernen Relativitätstheorie, in dem viele Physiker versuchten, Bewegungen gegen den „Äther“ nachzuweisen. Er leitete als Erster Transformationsgleichungen von der Art der Lorentz-Transformation her, die Voigt-Transformationen, und demonstrierte die Invarianz der Wellengleichung unter dieser Transformation (siehe Geschichte der Lorentz-Transformation#Voigt (1887)). Seine Ausgangspunkte waren eine partielle Differentialgleichung für Transversalwellen und eine allgemeine Form der Galilei-Transformation gewesen. Voigts Transformation unterscheidet sich allerdings um einen Skalenfaktor von der gewöhnlichen Lorentz-Transformation. Wie 1905 insbesondere Henri Poincaré und Albert Einstein zeigten, ist nur die Lorentz-Transformation symmetrisch und erfüllt das Relativitätsprinzip.
Wie H. A. Lorentz in einer Fußnote auf S. 198 seines Buchs „Theory of Electrons“  hervorhob, hat Voigt damit die Lorentz-Transformation vorweggenommen. Bekannt ist auch, dass Voigt mit Lorentz in den Jahren 1887 und 1888 wegen des Michelson-Experiments korrespondiert hatte. Allerdings erklärte Lorentz, dass er Voigts Arbeit von 1887 nicht gekannt hatte, bevor er seine eigenen Arbeiten dazu verfasste. In der wichtigen Fachzeitschrift Annalen der Physik  war Voigts Arbeit vor dem Aufkommen der modernen Relativitätstheorie noch im Jahr 1903 in einem Aufsatz zum Dopplerschen Prinzip  zitiert worden. Ob Larmor die Voigt-Transformation bereits gekannt hatte, ist ungewiss. Von den Schöpfern der modernen Relativitätstheorie wird Voigts Pionierarbeit außer von Lorentz nur von Hermann Minkowski (beispielsweise in Raum und Zeit) erwähnt.
In den Jahren 1887 und 1888 legte Voigt eine umfangreiche Theorie des Lichts für bewegte Medien vor, die in zwei Versionen publiziert wurde. Auf S. 235 der ersten Publikation urteilte er zunächst, dass das Michelson-Morley-Experiment notwendigerweise ein negatives Resultat zeitigen „müsse“, und zwar unabhängig davon, ob der Lichtäther von der Erde mitgeführt werde oder nicht. In einer Fußnote auf S. 390 der zweiten Publikation revidiert Voigt diese Aussage jedoch und schreibt: „Daselbst ist allerdings noch vorausgesetzt, dass der Aether an der Bewegung der Erde nicht theilnehme, was nach den neuesten Beobachtungen von H. Michelson nicht richtig zu sein scheint. Die Bedenken, welche ich ehedem gegen eine solche Deutung der Beobachtungen Hrn. Michelson’s hatte, kann ich als irrthümlich gegenüber brieflichen Einwänden von Hrn. H. A. Loren(t)z nicht aufrecht erhalten“.

## Auszeichnungen und Mitgliedschaften
- 1871: Ehrenmitglied des Akademisch-naturwissenschaftlichen Vereins zu Leipzig
- 1880: Landwehrdienstauszeichnung II. Klasse
- 1883: Ordentliches Mitglied der Mathematischen Klasse der Königlichen Gesellschaft zu Göttingen
- 1885: Mitglied der Leopoldina[24]
- 1892: Ehrendoktorwürde der Universität Padua
- 1894: Ehrenmitglied des Mathematischen Vereins an der Georgia Augusta
- 1895: Roter Adlerorden IV. Klasse
- 1898: Mitglied der Accademia Nazionale dei Lincei
- 1899: Ehrenmitglied der Kaiserlichen Gesellschaft der Naturforscher zu Moskau
- 1899: Geheimer Regierungsrat
- 1900: Ehrenmitglied der Akademie der Wissenschaften zu Bologna
- 1900: Korrespondierendes Mitglied der Preußischen Akademie der Wissenschaften
- 1900: Korrespondierendes Mitglied der Physikalischen-Mathematischen Klasse der Königlichen Gesellschaft zu Göttingen
- August 1902: Ritterkreuz I. Klasse des Herzoglich Braunschweigischen Ordens Heinrichs des Löwen
- 1902: Auswärtiges Mitglied der Holländischen Gesellschaft der Wissenschaften
- 1902: Ehrenmitglied der Schweizerischen Naturforschenden Gesellschaft
- Juni 1905: Preußischer Kronenorden III. Klasse
- März 1906: Kommandeurkreuz II. Klasse des Herzoglich Braunschweigischen Ordens Heinrichs des Löwen
- 1908: Ehrenmitglied des Physikalischen Vereins Frankfurt am Main
- 1909: Ehrendoktorwürde der Universität Genf
- 1909: Korrespondierenden Mitglied der Mathematisch-Physikalischen Klasse der Königlich Bayerischen Akademie der Wissenschaften
- 1910: Mitglied der Königlichen Gesellschaft der Wissenschaften zu Kopenhagen
- 1911: Auswärtiges Mitglied der Philosophisch-Naturwissenschaftlichen Klasse der Königlich Niederländischen Akademie der Wissenschaften
- 1911: Korrespondierendes Mitglied der Académie des sciences
- 1911: Ehrendoktorwürde (Dr. jur. h. c.) der University of St Andrews
- November 1912: Roter Adlerorden III. Klasse
- 1913: Mitglied der Royal Society London
- 1913: Ehrenmitglied der London Mathematical Society
- 1914: Ehrenmitglied der Universität St. Petersburg

Weitere Ehrendoktorwürden: Glasgow, Cambridge, Manchester.

## Schriften (Auswahl)
- Elementare Mechanik als Einleitung in das Studium der theoretischen Physik. 1. Aufl. Leipzig 1889 (archive.org), 2. umgearb. Auflage Leipzig 1901. Nachdruck der 2. Auflage: VDM Verlag Dr. Müller, Saarbrücken 2008, ISBN 978-3-8364-3900-8.
- Über die innere Reibung der festen Körper, insbesondere der Krystalle Göttingen 1890
- Kompendium der theoretischen Physik in zwei Bänden. 1. Bd.: Mechanik starrer und nichtstarrer Körper, Wärmelehre. Leipzig,  1895 (archive.org). 2. Bd.: Elektricität und Magnetismus, Optik. Leipzig 1896 (archive.org).
- Elemente der Krystallphysik – Die fundamentalen physikalischen Eigenschaften der Kristalle in elementarer Darstellung. Leipzig 1898. Nachdruck: VDM Verlag Dr. Müller, Saarbrücken 2008, ISBN 978-3-8364-3899-5.
- Thermodynamik. I. Band. Leipzig 1903. II. Band. Leipzig 1904 (archive.org).
- Magneto- und Elektrooptik. Leipzig 1908.
- Lehrbuch der Kristallphysik. Leipzig 1910 (Digitalisat).
- Erinnerungsblätter aus dem deutsch-französischen Kriege 1879/71. Göttingen 1914.
- Die Kirchenkantaten Johann Sebastian Bachs. Ein Führer bei ihrem Studium und ein Berater für ihre Aufführung. Stuttgart 1911
- Physikalische Forschung und Lehre in Deutschland während der letzten hundert Jahre. Festrede im Namen der Georg-August-Universität zur Jahresfeier der Universität am 5. Juni 1912, Göttingen 1912 (Digitalisat).
- Publikationen Voigts über Werke von J. S. Bach und anderen